# Tilla Durieux (festmény)
Tilla Durieux (eredeti nevén Ottilie Godeffroy Bécs, 1880. – Berlin, 1971.), az anyai ágon magyar származású híres osztrák-német színésznő 1914 júliusában, közvetlenül az első világháború kitörése előtt utazott Berlinből Párizsba férjével, Paul Cassirer műkereskedővel, hogy portrét rendeljen Renoir-tól.
A színésznő a Pygmalion előadásain viselt jelmezében – amelyet Paul Poiret tervezett – ült modellt az idős festőnek. Renoirt ekkoriban már annyira megviselte az artritisz, hogy tolószékbe kényszerült és az ecsetet a kezéhez kellett kötözni.
A piramidális kompozíció klasszicizáló stílusban ábrázolja a művésznőt.
A festmény Stephen C. Clark hagyatékából került a Metropolitan tulajdonába 1960-ban.

## Külső hivatkozások
- Tilla Durieux a Metropolitan Művészeti Múzeum honlapján